# Глас юга
„Глас юга“ (на сръбски: Глас Југа, в превод Глас на юга) е ежедневен сръбски вестник, излизал в Скопие от октомври 1940 до април 1941 година.
Собственик е Михайло Стоянович, директор Анджелко Кръстич, а редактор Тодор Маневич. Във вестника пишат Томо Владимирски, доктор Милан Кашанин, Вангел Коджоман, Лазар Личеноски, Никола Мартиноски, Петър Митропан, Василие Попович - Цицо, Исидора Секулич. Вестникът спира да излиза в началото на април 1941 в навечерието на разгрома на Югославия.